# Sten Selander
Sten Selander ( 1 de julio de 1891 - 8 de abril de 1957 , Estocolmo) fue un naturalista, botánico, pteridólogo, poeta, crítico sueco.
Había tomado un gusto conservador, pero también fue bastante abierto a las tendencias modernas. Aunque, sin embargo, causó un gran revuelo cuando, en 1946, en un artículo de prensa acusó de oscuridad a la poesía moderna. Más tarde, Selander regresó a los estudios de la vida, recibiendo un doctorado en botánica, fue profesor de botánica y escribió obras científicas. Mérito que ganó como presidente de la Agencia de Protección de la Naturaleza de Suecia. En ese carg, advirtió como pionero, de la destrucción del ambiente.

## Honores
Fue elegido para el asiento 6 de la Academia Sueca de 1953 a 1957.

## Algunas publicaciones
- Vers och visor 1916
- Gryning 1917
- Branden på Tuna 1918
- Tystnadens torn och andra dikter 1918
- Vägen hem 1920
- Vår herres hage 1923
- Den unga lyriken 1924
- Prolog vid svenska Röda kors-veckan 1925, 1925
- Djurgården - ramen kring sommarens stockholmsutställning 1930
- Européer, amerikaner och annat 1930
- En dag 1931
- Modernt 1932
- Bildning och utbildning 1933
- Kring sylarna 1933
- Svensk mark 1934
- Mark och människor 1937
- Finsk front 1940
- Sommarnatten 1941
- Den gröna jorden 1941
- Dikter från tjugufem år 1942
- Uddeholm 1943
- Lappland 1948
- Linné i Lule lappmark 1948
- Pegaser och käpphästar 1950
- Stränder 1951
- Sven Hedin 1953
- Det levande landskapet i Sverige 1955
- Avsked 1957
- Mark och rymd 1959
- Linnélärjungar i främmande länder 1960
- Företagsjurister och deras arbetsuppgifter av internationell karaktär 1977